# Riefensberg
Riefensberg is een gemeente in de Oostenrijkse deelstaat Vorarlberg, gelegen in het district Bregenz (B). De gemeente heeft ongeveer 1000 inwoners.

## Geografie

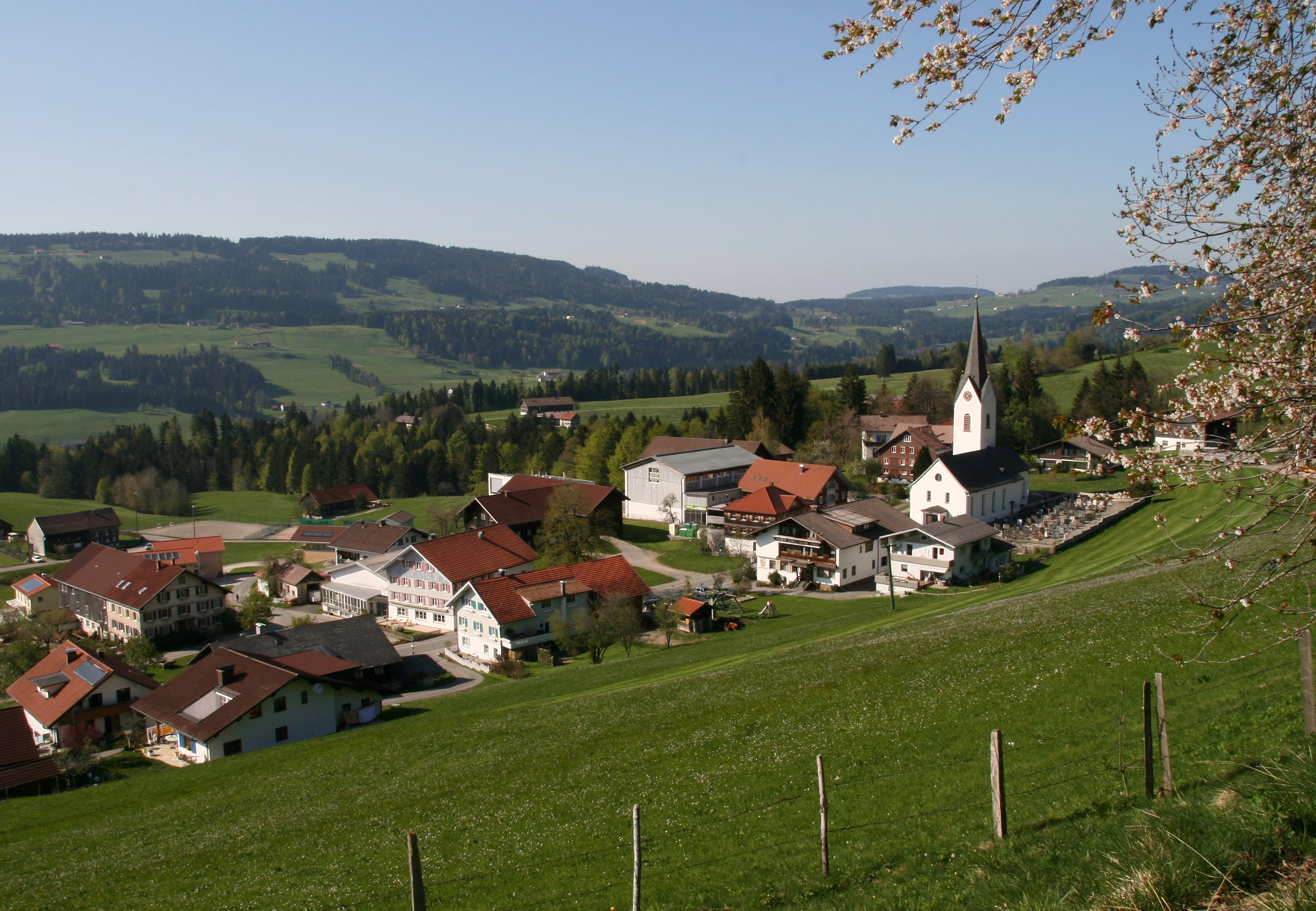
Riefensberg met parochiekerk St. Leonhard (rechterkant)

Riefensberg heeft een oppervlakte van 14,85 km². Het ligt in het westen van het land. Riefensberg maakt deel uit van het natuurpark Nagelfluhkette. Het is in totaal 401 km² groot en is 24 km lang en omvat zes Beierse en acht Vorarlbergse gemeentes.

## Geschiedenis

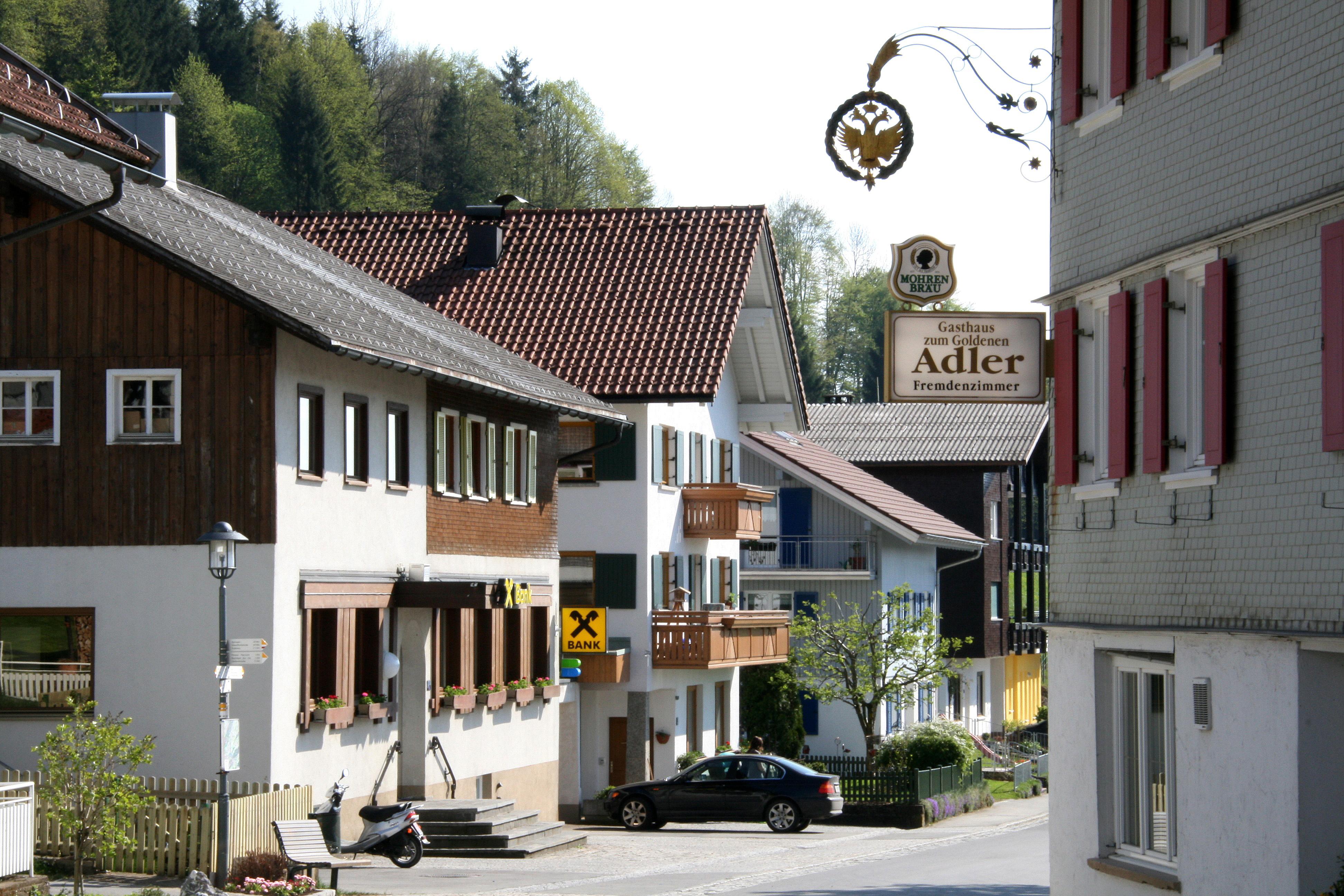
Riefensberg

Van de gemeente Riefensberg ("rivinsperc") wordt voor het eerst melding gemaakt in 1249 in een orkonde door Paus Innocentius IV.

## Cultuur en bezienswaardigheden
De parochiekerk St. Leonhard werd in 1426 gebouwd, tussen 1818 en 1821 vergroot en van 1969 tot 1971 gerenoveerd.
De St. Anna-kapel werd in de 18e eeuw gebouwd en is rijk aan barokke standbeelden.

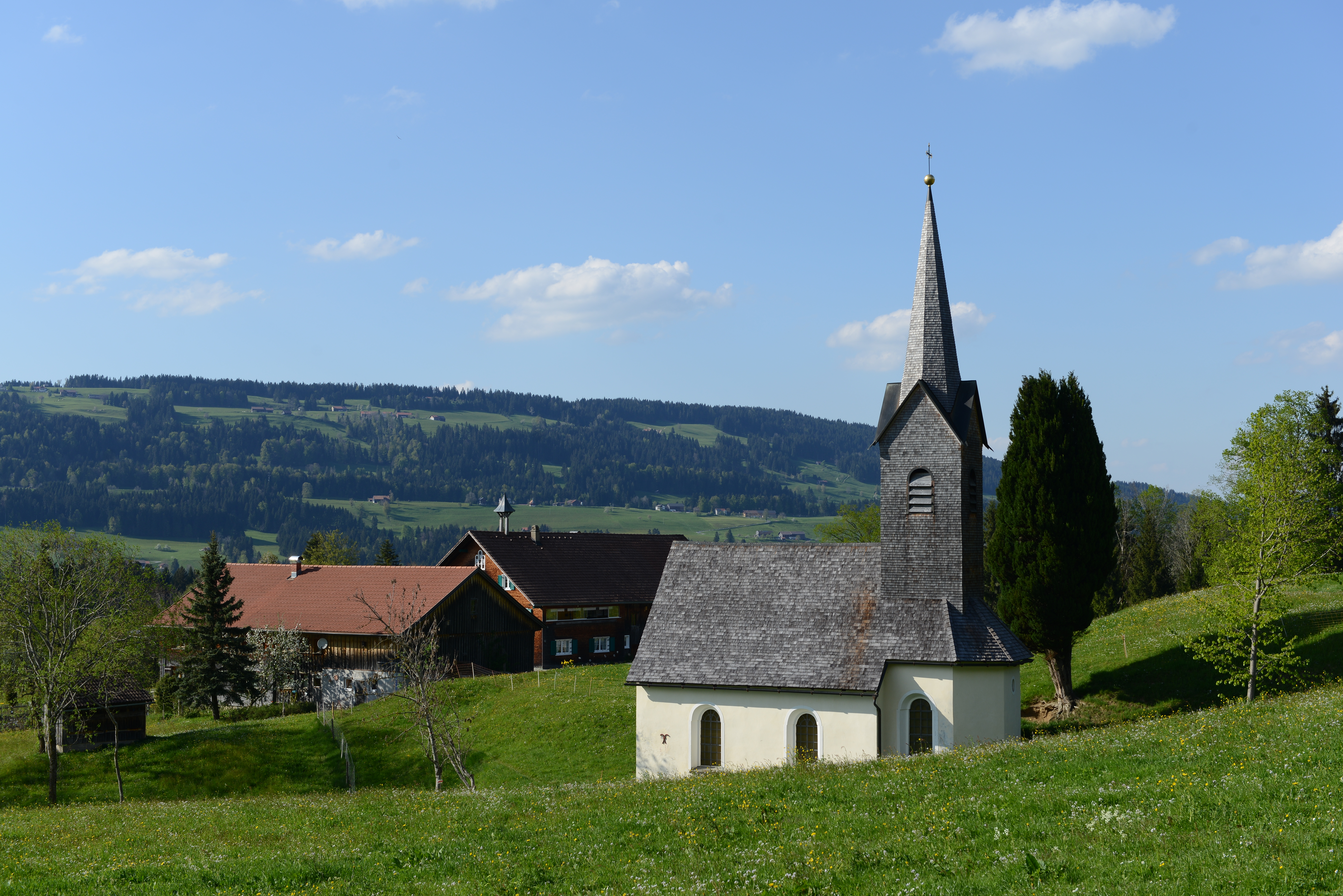
St. Anna-kapel in Riefensberg

In 2010 werd een rond 300 jaar oud maalsteen van de Auer-molen gevonden. Van de 17e tot de 19e eeuw had Riefensberg enkele molens. De maalsteen is tentoongesteld op een wandelroute.
In de Juppenwerkstatt Riefensberg wordt de Bregenzerwälder klederdracht nog steeds op de traditionele manier geverfd en genaaid. De typische "Bregenzerwälder juppe" wordt niet kant-en-klaar in winkels verkocht, echter kan ze alleen in de Juppenwerkstatt worden veredeld. De Bregenzerwälder vrouwen dragen de Juppe vandaag op bruiloften en 's zondags in de kerk. De hele Juppe of enkele elementen daarvan bestaan sinds meerdere generaties.

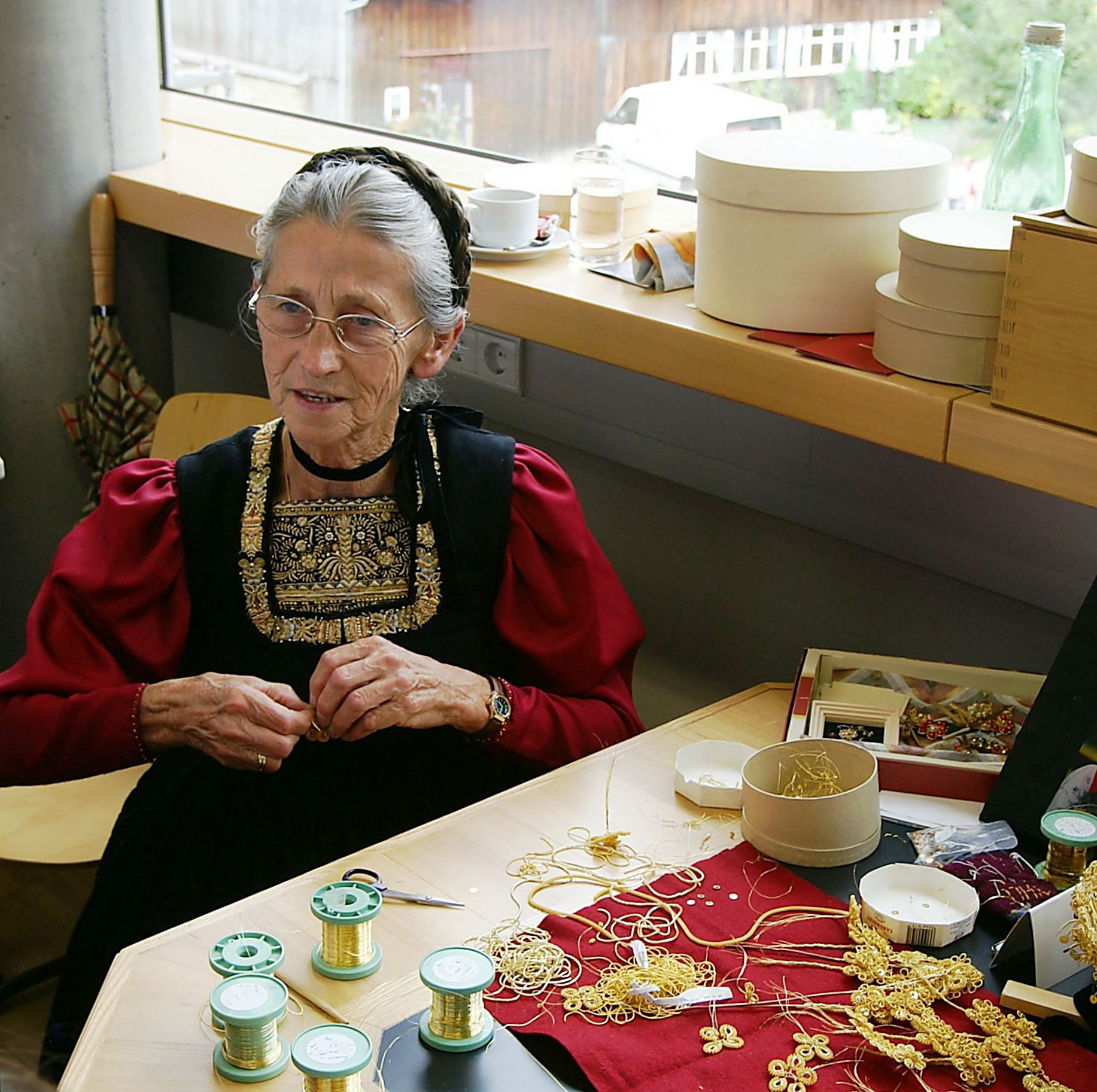
Vrouw die aan een juppe werkt